# Dardanup
Dardanup – miasto w Australii, w stanie Australia Zachodnia.